# Football League 1888/1889
Football League 1888/1889 spelades mellan 8 september 1888 och 20 april 1889. Det var den första säsongen av The Football League och även den första fotbollsligan i världen. De tolv ursprungsmedlemmarna var Accrington, Aston Villa, Blackburn Rovers, Bolton Wanderers, Burnley, Derby County, Everton, Notts County, Preston North End, Stoke City, West Bromwich Albion och Wolverhampton.
Alla lagen mötte varandra en gång hemma och en gång borta. Från början var det tänkt att man bara skulle räkna antalet segrar för att utse mästaren, men efter några veckor av säsongen bestämdes att istället ge två poäng för seger och en poäng för oavgjort och att poängen skulle avgöra placeringen i tabellen. Om två eller flera lag hamnade på samma poäng skulle målkvot avgöra vilket av lagen som skulle placeras först. 
Preston North End blev mästare efter att ha gått obesegrade genom serien, de vann även FA-cupen denna säsong. Tvåa blev Aston Villa 29 poäng och trea blev Woverhampton med 28 poäng. 
De fyra sämst placerade lagen, Burnley, Derby, Notts County och Stoke City, tvingades ansöka om återval till ligan. Samtliga blev återvalda inför nästkommande säsong.

## Säsongssammanfattning
Preston vann sina sex inledande matcher och gick direkt upp i serieledningen följt av Aston Villa på andra och West Bromwich på tredje plats. Efter halva säsongen hade Preston serien på 22 poäng, och ledde serien hela sju poäng före Aston Villa på andra plats, dock med en match mer spelad. Preston behöll ligaledningen hela säsongen och vann slutligen på 40 poäng efter att ha gått obesegrade genom serien, de vann även FA-cupen denna säsong. Tvåa blev Aston Villa 29 poäng hela elva poäng efter och trea blev Woverhampton med 28 poäng ytterligare en poäng bakom.
Preston North End blev därmed de första Engelska ligamästare någonsin.
I bottenstriden blev Derby, Notts County och Stoke tidigt avhängda. Kampen om den fjärde  återvalsplatsen var länge en kamp mellan Burnley och Bolton där de senare till slut avancerade till en femte plats. Vid säsongens slut var de fyra sämst placerade lagen i ligan Burnley på nionde plats på 17 poäng, en poäng före Derby på tionde plats med 16 poäng, som i sin tur är fyra poäng före Notts County på elfte plats med 12 poäng lika många poäng som Stoke på tolfte och sista plats. 
Dessa fyra lag måste ansöka om återval till ligan för spel kommande säsong Football League 1889/1890. Samtliga fyra blev återvalda.
Säsongens bäste målgörare blev John Goddall i Preston North End med 21 gjorda mål

## Sluttabell
Tabell och matchresult från Engelska ligan division 1 säsongen 1888/1889.
| Nr | Lag                  | S  | V  | O | F  | GM | IM | MS  | P  |
| -- | -------------------- | -- | -- | - | -- | -- | -- | --- | -- |
| 1  | Preston North End    | 22 | 18 | 4 | 0  | 74 | 15 | +59 | 40 |
| 2  | Aston Villa          | 22 | 12 | 5 | 5  | 61 | 43 | +18 | 29 |
| 3  | Wolverhampton        | 22 | 12 | 4 | 6  | 50 | 37 | +13 | 28 |
| 4  | Blackburn Rovers     | 22 | 10 | 6 | 6  | 66 | 45 | +21 | 26 |
| 5  | Bolton Wanderers     | 22 | 10 | 2 | 10 | 63 | 59 | +4  | 22 |
| 6  | West Bromwich Albion | 22 | 10 | 2 | 10 | 40 | 46 | −6  | 22 |
| 7  | Accrington           | 22 | 6  | 8 | 8  | 48 | 48 | 0   | 20 |
| 8  | Everton              | 22 | 9  | 2 | 11 | 35 | 46 | −11 | 20 |
| 9  | Burnley              | 22 | 7  | 3 | 12 | 42 | 62 | −20 | 17 |
| 10 | Derby County         | 22 | 7  | 2 | 13 | 41 | 61 | −20 | 16 |
| 11 | Notts County         | 22 | 5  | 2 | 15 | 40 | 73 | −33 | 12 |
| 12 | Stoke City           | 22 | 4  | 4 | 14 | 26 | 51 | −25 | 12 |

|  | Engelska ligamästare                                                       |
|  | Fick ansöka om återval till Football League 1889/1890. Ansökas beviljades. |
|  | Fick ansöka om återval till Football League 1889/1890. Ansökan avslogs.    |

Om två lag hamnade på samma poäng så avgjordes placering genom målkvot (målskillnaden i tabellen ovan kan ses som information)  

## Matchresultat
Matchresultat från säsongen 1888/1889.
| Hemma \ Borta           | ACC | ASV | BLR | BOL | BUR | DER | EVE | NCO | PNE | STO | WBA | WOL |
| Accrington              | —   | 1–1 | 0–2 | 2–3 | 5–1 | 6–2 | 3–1 | 1–2 | 0–0 | 2–0 | 2–1 | 4–4 |
| Aston Villa             | 4–3 | —   | 6–1 | 6–2 | 4–2 | 4–2 | 2–1 | 9–1 | 0–2 | 5–1 | 2–0 | 2–1 |
| Blackburn Rovers        | 5–5 | 5–1 | —   | 4–4 | 4–2 | 3–0 | 3–0 | 5–2 | 2–2 | 5–2 | 6–2 | 2–2 |
| Bolton Wanderers        | 4–1 | 2–3 | 3–2 | —   | 3–4 | 3–6 | 6–2 | 7–3 | 2–5 | 2–1 | 1–2 | 2–1 |
| Burnley                 | 2–2 | 4–0 | 1–7 | 4–1 | —   | 1–0 | 2–2 | 1–0 | 2–2 | 2–1 | 2–0 | 0–4 |
| Derby County            | 1–1 | 5–2 | 0–2 | 2–3 | 1–0 | —   | 2–4 | 3–2 | 2–3 | 2–1 | 1–2 | 3–0 |
| Everton                 | 2–1 | 2–0 | 3–1 | 2–1 | 3–2 | 6–2 | —   | 2–1 | 0–2 | 2–1 | 1–4 | 1–2 |
| Notts County            | 3–3 | 2–4 | 3–3 | 0–4 | 6–1 | 3–5 | 3–1 | —   | 0–7 | 0–3 | 2–1 | 3–0 |
| Preston North End       | 2–0 | 1–1 | 1–0 | 3–1 | 5–2 | 5–0 | 3–0 | 4–1 | —   | 7–0 | 3–0 | 5–2 |
| Stoke City              | 2–4 | 1–1 | 2–1 | 2–2 | 4–3 | 1–1 | 0–0 | 3–0 | 0–3 | —   | 0–2 | 0–1 |
| West Bromwich Albion    | 2–2 | 3–3 | 2–1 | 1–5 | 4–3 | 5–0 | 1–0 | 4–2 | 0–5 | 2–0 | —   | 1–3 |
| Wolverhampton Wanderers | 4–0 | 1–1 | 2–2 | 3–2 | 4–1 | 4–1 | 4–0 | 2–1 | 0–4 | 4–1 | 2–1 | —   |